# Tjaša Klanjšček
Tjaša Klanjšček (1962) è un'ex sciatrice alpina slovena che gareggiò per la nazionale jugoslava.

## Biografia
Sciatrice polivalente, in Coppa del Mondo la Klanjšček esordì, non ancora quindicenne, il 1º febbraio 1977 a Maribor in slalom speciale (29ª) e ottenne il miglior risultato il 19 gennaio 1978 a Badgastein nella medesima specialità (26ª); ai successivi Mondiali di Garmisch-Partenkirchen 1978, sua unica presenza iridata, si classificò 41ª nella discesa libera, 54ª nello slalom gigante, 37ª nello slalom speciale e 18ª nella combinata. Il suo ultimo piazzamento internazionale fu il 40º posto ottenuto nello slalom speciale di Coppa del Mondo disputato il 23 gennaio 1980 a Maribor; non prese parte a rassegne olimpiche.

## Palmarès

### Campionati jugoslavi
- 3 ori (discesa libera nel 1979; discesa libera nel 1980; discesa libera nel 1982)[1]